# تاهات
تاهات آتاكور هو جبل ذو أصول بركانية، يقع في منطقة الصحراء الوسطى جنوب الجزائر وتحديدا جنوب شرق الهقار، يمثل أعلى قمة في الجزائر بارتفاع يصل إلى 3003 متر فوق سطح البحر الابيض المتوسط.

## تاريخ
سكن هذه المنطقة شعب الطوارق بالقرب من ولاية تمنراست (تمنغاست)، حيث عُثر على رسومات ونقوش ملونة وأخرى محفورة في صخور الجبال يرجع تاريخها إلى ما بين 8000 و 2000 ق م، والتي تبين مشاهد لتربيتهم المواشي وصيدهم للحيوانات والتي تعيش حاليا في جنوب الصحراء الكبرى وهو ما يشير إلى التغيّر المناخي الذي طرأ منذ تلك الفترة.
جبل تاهات يُعدّ جبل تاهات أعلى قمة في الجزائر، حيث يبلغ ارتفاعه 2908 متر، ويقع في الجهة الشماليّة على بعد خمسة وثلاثين ميلاً لمدينة تمنراست الصحراويّة الواقعة في وسط الصحراء ذات الأصول البركانية، وتمّ تسجيل أوّل تسلّق للجبال في عام 1930م، كما يعتبر الجبل واحداً من عجائب الجزائر السبع الطبيعيّة، ما جعله موقعاً مميّزاً لجذب السيّاح، والقيام برحلات التنزّه، والتزلّج على الجبل خاصة ما بين شهريّ كانون الأول وشهر آذار، كما يمكن للسيّاح المقيمين في مدن قريبة من الجبل الاستمتاع بإطلالة رائعة للجبل من غرفهم الفندقيّة.

## المناخ
مناخ جبل تاهات تتميّز منطقة الجبال الشماليّة بمناخ البحر الأبيض المتوسط، حيث يكون فصل الصيف دافئاً وجافاً، وفصل الشتاء معتدلاً ماطراً، وتهطل أغلبيّة الأمطار سنوياً على طول الساحل من الغرب إلى الشرق، بينما تقلّ من الساحل جنوباً إلى الداخل، وتُسجّل أكبر كمية من الأمطار في المناطق الجبليّة من الساحل الشرقيّ، لتعرّضها للرياح الرطبة القادمة من البحر الأبيض المتوسط.

## الحياة النباتية والحيوانية
تعتمد الحياة النباتيّة على مناخ المنطقة، وينتشر في الجبال الشماليّة شجر البلوط والصنوبريات مثل العرعر، أمّا الحياة الحيوانية في الجبال الشمالية فتشمل كلاً من: الضأن البريّ، والأيل البربريّ، والخنزير البريّ، ومكاك بربري.

## السياحة
السياحة في جبل تاهات يستطيع السيّاح بتسلّق جبل تاهات، والتمتّع بالمناظر الطبيعيّة المختلفة، والمشي لمسافات طويلة، وعادةً ما يسلك السياح إحدى الطريقين للوصول إلى الجبل، وهما الأطلس التلي، وجبال الأطلس، لكن يشار إلى أنّ تل الأطلس يعدّ أكثر رطوبة من الطريق الآخر، وذلك بسبب رطوبة البحر، وخلال فصل الشتاء تتساقط الثلوج، ممّا يجعل الجبل مناسباً للتزلج، كما يمكن للسياح رؤية جبل تاهات من هضاب مختلفة بين السلاسل الجبلية، ورؤية باقي الجبال مجتمعة لتشكّل منظراً رائعاً.